# Jaroslav Machač
Jaroslav Machač (* 1926) je bývalý český motocyklový závodník, reprezentant v ploché dráze.

## Závodní kariéra
V Mistrovství Československa na klasické ploché dráze vyhrál v roce 1960 a v roce 1959 skončil na 2. místě. V mistrovství světa družstev 1960 v Göteborgu skončil na 3. místě. Několikrát startoval v Mistrovství světa jednotlivců, nejlepší výsledek dosáhl 16. místem v kontinentálním finále 1959 v Monaku. Ve finále Mistrovství světa jednotlivců na dlouhé ploché dráze v roce 1960 v Plattlingu skončil na 14. místě a v roce 1969 v Oslo skončil na 17. místě. Ve Zlaté přilbě v Pardubicích 1962 skončil na 2. místě. Vítěz 2. ročníku Zlaté přilby SNP v roce 1960. Třikrát startoval i ve finále mistrovství světa na ledové ploché dráze, v roce 1969 skončil na 8. místě a v letech 1970 a 1971 na 10. místě.